# 판디타 라마바이

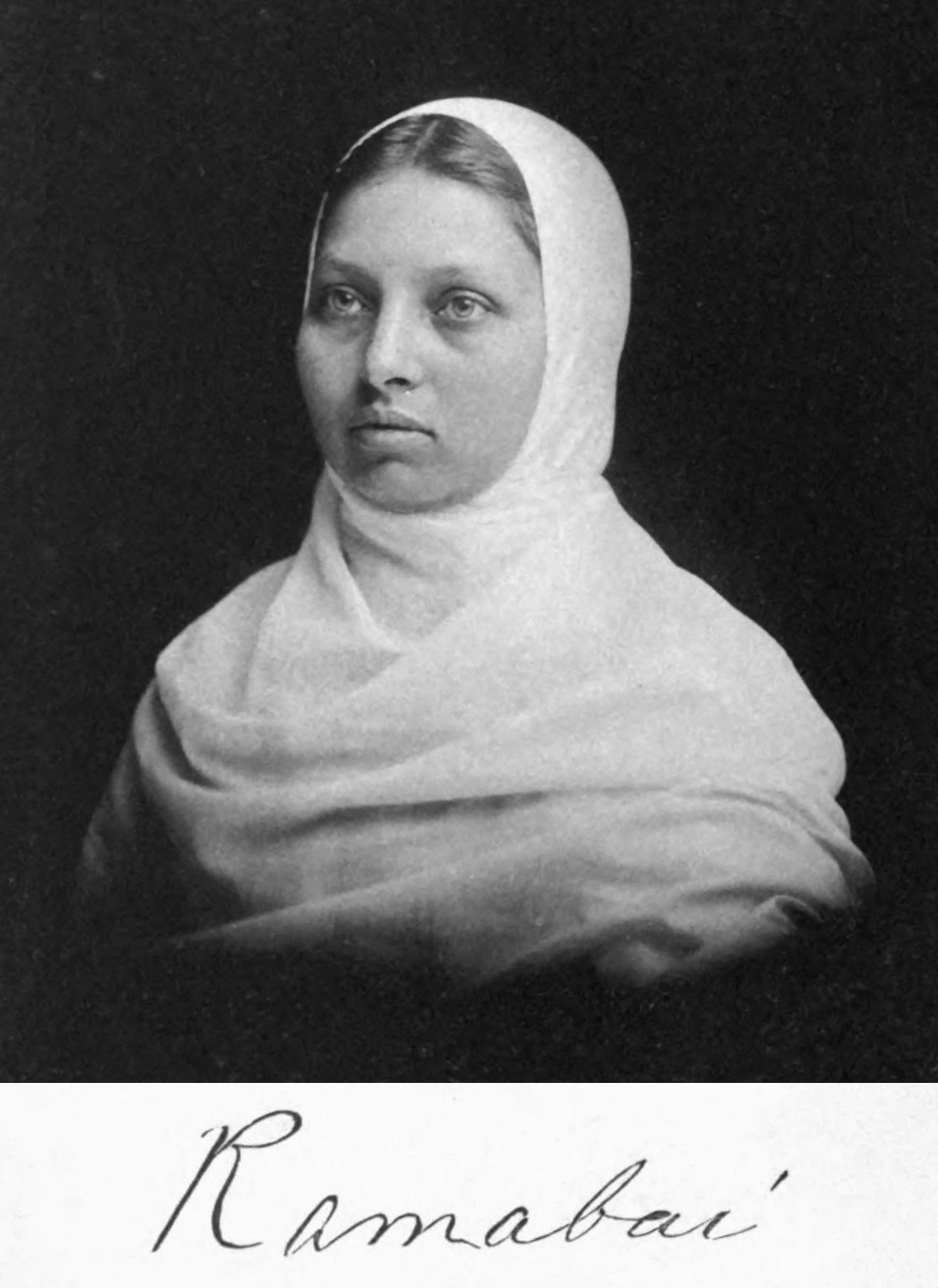

판디타 라마바이(Pandita Ramabai, 본명: 판디타 라마바이 사라스바티, Pandita Ramabai Sarasvati, 1858년 4월 23일 ~ 1922년 4월 5일)는 인도의 사회 개혁가였다. 캘커타 대학교 교수진의 시험을 거쳐 산스크리트어 학자로서 판디타(Pandita)라는 칭호와 사라스바티(Sarasvati)라는 칭호를 받은 최초의 여성이었다. 1889년 의회 회의의 10명의 여성 대표 중 한 명이었다. 1880년대 초 영국에 머무는 동안 기독교로 개종했다. 그 후 그녀는 빈곤한 인도 여성들을 위한 기금을 모으기 위해 미국을 광범위하게 여행했다. 모금된 기금으로 그녀는 미망인들을 위한 샤라다 사단(Sharada Sadan)을 시작했다. 1890년대 후반에 그녀는 푸네시에서 동쪽으로 40마일 떨어진 케드가온(Kedgaon) 마을에 기독교 자선 단체인 묵티 미션(Mukti Mission)을 설립했다. 이 임무는 나중에 판디타 라마바이 묵티 미션(Pandita Ramabai Mukti Mission)으로 명명되었다.

## 같이 보기
- 카르티니